# Aargauer Kulturpreis
Der Aargauer Kulturpreis wird jährlich von der AZ Medien an Kulturschaffende in der Schweiz verliehen. Die Idee dazu wurde anlässlich des Jubiläums „150 Jahre Tagespresse im Aargau“ geboren. Der mit 25'000 Franken dotierte Preis wurde erstmals 1998 vergeben. Über die Preisvergabe entscheidet eine sechsköpfige Jury. Der Aargauer Kulturpreis gehört zu den wichtigsten gesamtschweizerisch ausgerichteten, spartenübergreifenden Preisen im Bereich Kultur.

## Preisträger
- 1998: Scuola Teatro Dimitri
- 1999: Flamencos en route
- 2000: Egon Ammann
- 2001: Hugo Suter
- 2002: Franz Hohler
- 2003: Ruedi Häusermann
- 2004: Sonja und Roger Kaysel
- 2005: Klaus Merz
- 2006: Samir
- 2007: Keine Preisvergabe
- 2008: Sol Gabetta
- 2009: Beat Zoderer
- 2010: Max Lässer
- 2011: Andreas Fleck
- 2012: Pedro Lenz
- 2013: Massimo Rocchi
- 2014: Dieter Ammann
- 2015: Sabine Boss
- 2016: Keine Preisvergabe
- 2017: Petra Volpe